# 満福寺 (仙台市)
満福寺（まんぷくじ）は、宮城県仙台市若林区荒町にある真言宗智山派の仏教寺院である。荒町商店街の東部に所在する。江戸時代初期における仙台城の城下町と若林城の城下町との境界に建つ。
境内の毘沙門天（奥州仙臺七福神の一）が仙台市民によく知られており、一般に満福寺も含めて「毘沙門堂」と通称されている。また、親しみを込めて「荒町の毘沙門さん」とも呼ばれる。

## 概要
満福寺は、毘沙門天の別当寺として1643年（寛永20年）頃に創建された。毘沙門天像は像高3m程で、伝説によれば安元元年（1175年/1176年）に奥州藤原氏第3代当主藤原秀衡が運慶に彫らせ、戦国時代には粟野大膳が所有し、その後は伊達政宗の所有となって現在地に安置された。福徳と子育ての神として信仰を集め、寅年の大祭の日に開帳される。
江戸時代には仙台藩内に相撲興行場が5か所指定されたが、毘沙門堂はそのうちの1つであった。藩内で最も多くの相撲興行が行われた当堂は、仙台相撲興行の中心地となった。その関係もあって、大相撲第9代横綱である秀ノ山雷五郎の供養碑や、立行司の六代目式守伊之助（二代式守鬼一郎）の墓もある。
年中行事では、初詣、どんと祭、節分のほか、毎月の初トラ縁日に人が多く集まるが、8月初旬の大祭、および、「夜空のオーケストラ in 荒町」の際には境内に人が溢れる。

## 歴史
仙台藩祖伊達政宗による仙台城と城下町の建設（1601年1月12日（慶長5年12月24日） - 元和年間）の後、仙台城の城下町の南東に接して広瀬川沿いに1627年（寛永4年）から政宗の隠居所となる若林城およびその城下町 の建設が始められた。仙台城の城下町は南東下がりの長町 - 利府線（断層） が形成した断層崖の西側の河岸段丘上に造られたが、若林城の城下町は仙台城の城下町と連続して同断層崖から同断層東側の沖積平野にかけて造られた。また、奥州街道が若林城下町を通るよう付け替えが行われた。1636年（寛永13年）に政宗が死去すると、若林城は廃城となって若林城の城下町は仙台城の城下町と統合された。
現在の満福寺の毘沙門堂にある毘沙門天造は、若林城およびその城下町が建設開始された1627年（寛永4年）に、若林城下町北西角、すなわち両城下町の境界の断層崖上の当地に、広瀬川を挟んで対岸の北目城 付近から政宗が移転させた。1643年（寛永20年）に仙台藩第二代藩主伊達忠宗が毘沙門天に鞘堂を造り、同時期に別当寺として満福寺が寛快により創建された。
毘沙門堂への参道は南北に通じ、北端に毘沙門堂、南端に鳥居が建つ。鳥居のさらに南方は石垣町が南北に続いている。石垣町は、途中から仙台開府時の奥州街道となり、広瀬川に至る形になっている。1695年（元禄8年）頃に、鳥居前を東西に通る新たな奥州街道部分の沿道に御譜代町の荒町（現在の荒町商店街）が移転してきた。
1887年（明治20年）に開通した日本鉄道本線（現東日本旅客鉄道 (JR)東北本線）の建設の際に、仙台停車場（現JR仙台駅）構内になってしまうことになった東六番丁所在の高福院が当寺に合併され廃寺となった。
1904年（明治37年）の火災で毘沙門天像の表面が焼けた。
1944年（昭和19年）、毘沙門堂の横にあった鐘楼の鐘が、第二次世界大戦における金属供出により失われた。ところがこの鐘は、結局潰されずに横須賀に放置され、後にアメリカ合衆国のボストン美術館の庭園に野ざらしで展示されていたことが判明した。美術館は日本から贈られたものだと主張して返却せず、そのままとなっている。
1983年（昭和58年）に奥州仙臺七福神が設定され、毘沙門天がその1つとなった。
1987年（昭和62年）より、『星空コンサート』を仙台七夕前の8月3日に開催。出演は宮城フィルハーモニー管弦楽団（1989年に仙台フィルハーモニー管弦楽団に改称）。
1996年（平成8年）1月30日、毘沙門堂唐門が仙台市指定有形文化財となった。
2007年（平成19年）より、「星空コンサート」が「夜空のオーケストラ in 荒町」に改称され、宮城教育大学管弦楽団が仙台フィルに替わって出演。

## アクセス
- 仙台市地下鉄南北線・五橋駅の市立病院方面出入口より、徒歩8分。
- 仙台市地下鉄南北線・愛宕橋駅の東1出入口より、徒歩7分。
- 仙台駅西口バスプール6番ポールより、荒町経由の仙台市営バスに乗って、荒町バス停下車、徒歩1分。

実際には坂がない五橋駅からの方が愛宕橋駅より近い。バスの始発は交通局大学病院前で、定禅寺通市役所前も通過する。毘沙門堂鳥居前の荒町商店街は、宮城県道235号荒井荒町線に当たる。